# Panama Verlag
Der Panama Verlag ist ein deutscher Buchverlag für wissenschaftliche Publikationen mit Sitz in Berlin.

## Geschichte
Der Panama Verlag wurde 2004 von Dominik Scholl und Marcus Merkel als Wissenschaftsverlag in Berlin gegründet.  Seinen thematischen Schwerpunkt hat der Verlag in den Bereichen Kultur-, Geistes- und Sozialwissenschaften. Seit 2011 erscheint die Wissenschaftsreihe Berliner Blätter der Gesellschaft für Ethnographie im Panama Verlag.

## Autoren
Autoren im Panama Verlag sind unter anderem Konrad Becker, Alain de Botton, Federico Ferrari, Dagmar Freitag, Eckhard Hammel, Harald Hauswald, Heike Hennig, Tom Holert, Wolfgang Kaschuba, Thomas Krüger, Daniel Küchenmeister, Geert Lovink, Eckart Schörle, Mark Terkessidis, Elisabeth Tietmeyer und Frank Willmann.